# William C. Redfield
Pour les articles homonymes, voir Redfield.
Ne doit pas être confondu avec William Redfield.
William Cox Redfield, né le 18 juin 1858 à Albany (New York) et mort le 13 juin 1932 à New York, est un homme politique américain. Membre du Parti démocrate, il est représentant de l'État de New York entre 1911 et 1913 puis secrétaire au Commerce entre 1913 et 1919 dans l'administration du président Woodrow Wilson.

## Source
- (en) Cet article est partiellement ou en totalité issu de l’article de Wikipédia en anglais intitulé « William C. Redfield » (voir la liste des auteurs).